# 横浜ユーラシア文化館
横浜ユーラシア文化館（よこはまユーラシアぶんかかん、Yokohama Museum of EurAsian Cultures）は、神奈川県横浜市中区にある博物館。横浜都市発展記念館と同一の建物内（2階）にある。

## 施設概要

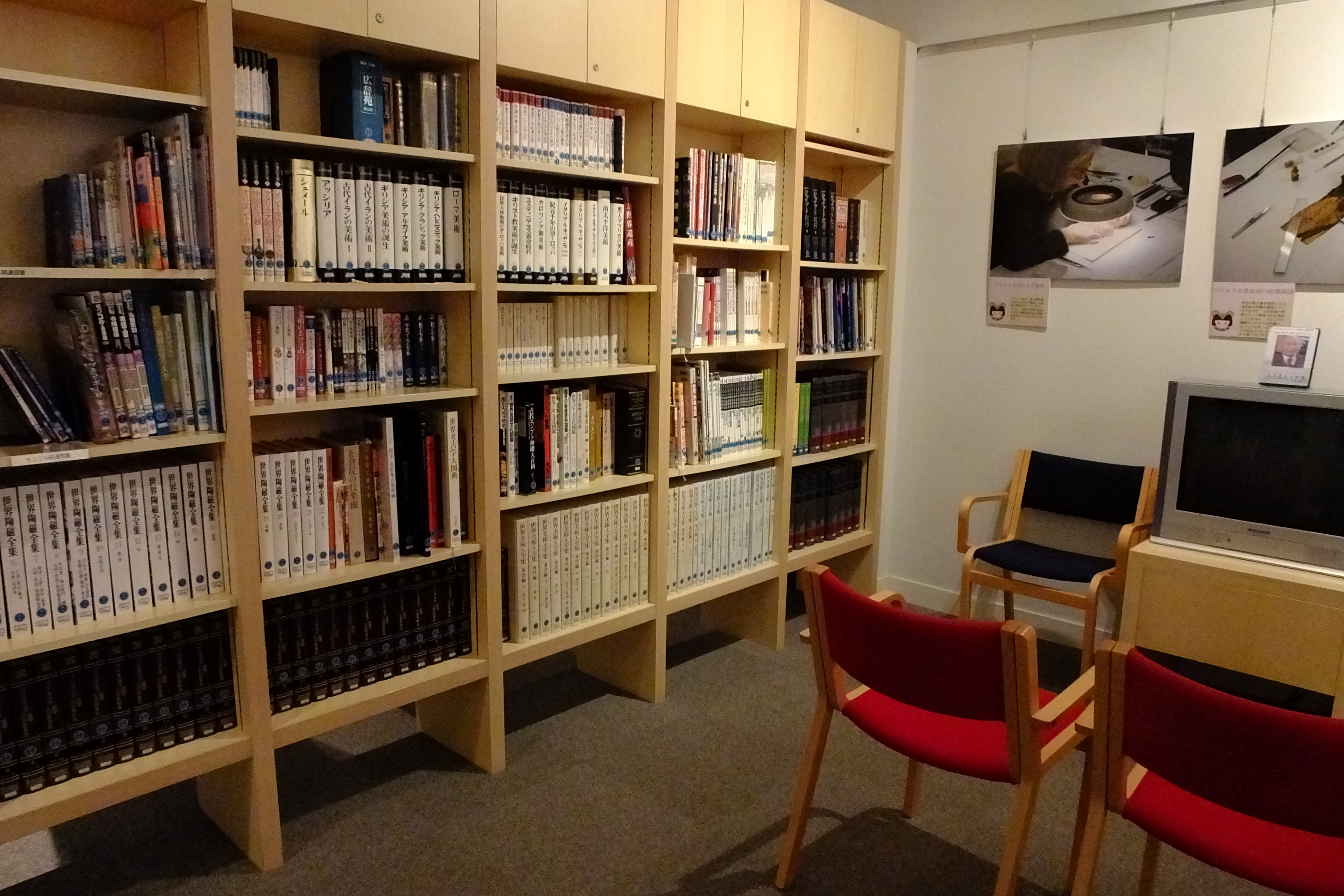
図書資料室

横浜ユーラシア文化館は、晩年を横浜市で過ごした江上波夫が横浜市に寄贈した考古学・歴史学・民族学・美術関係の資料をもとに、2003年（平成15年）3月に開館した博物館である。2,500点あまりの考古・歴史・美術・民族資料と、約25,000冊の文献資料が収蔵、展示されている。これらを「砂漠と草原」「色と形」「技」「装う」「伝える」という5つのキーワードを軸として、ユーラシア諸地域の多彩な文化と人々の交流の歴史が分かるように展示しているのが特色である。

## 建物の歴史

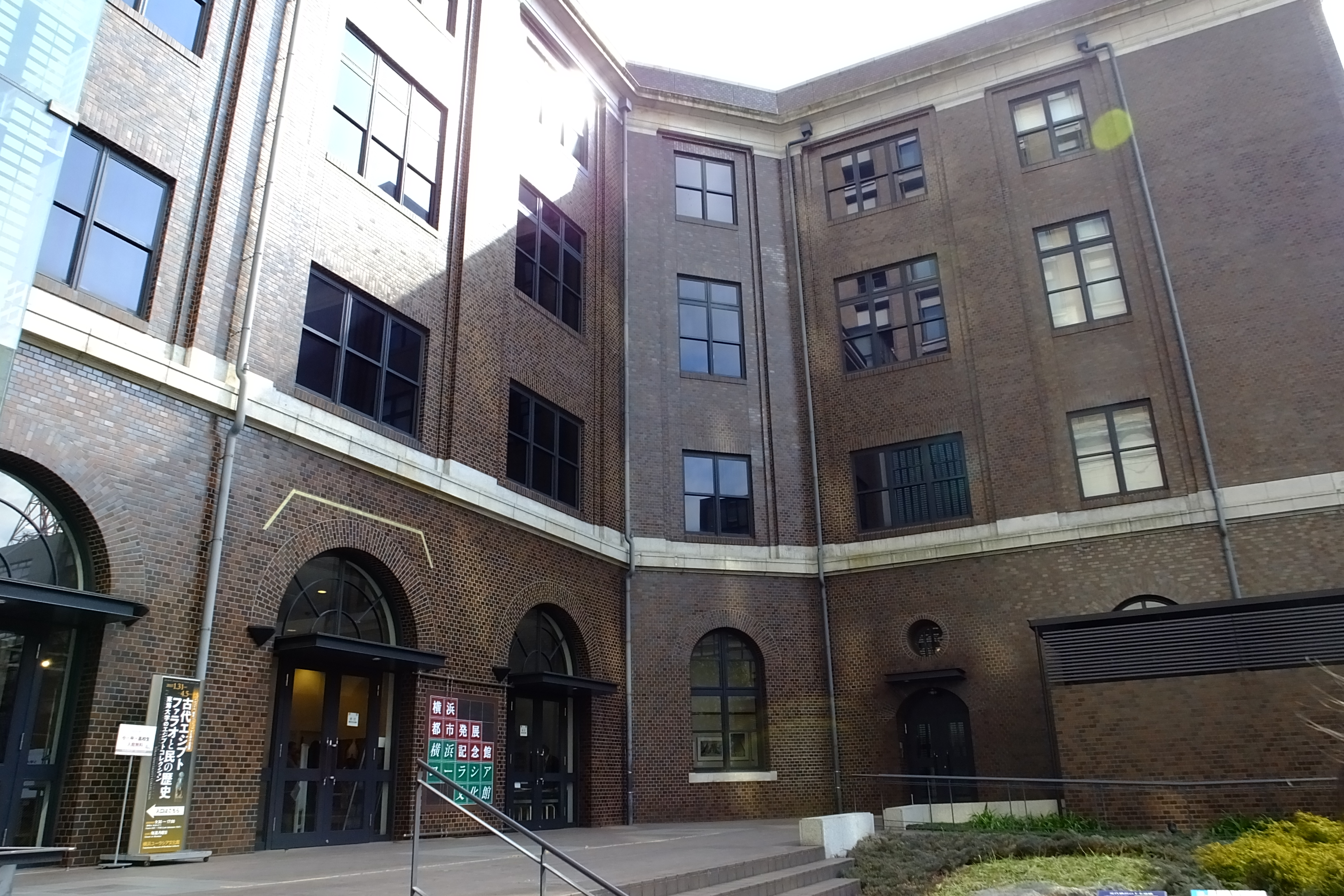
発展記念館を併設する形でユーラシア文化館の施設が設けられている。

横浜都市発展記念館と同居する形の建物は、元来、横浜市外電話局として利用されていた。旧横浜市外電話局は1929年（昭和4年）、横浜中央電話局として建築された。設計を行ったのは、建築家として戦前・戦後の長期にわたって逓信省・郵政省の営繕組織を率いた横浜出身の逓信省技師である中山広吉によるものである。建物の外壁に濃茶色のタイルを全面に貼り、装飾を控えた堅実なデザインでありながら、2階から4階をまとめる柱型や壁の頂部の石のコーニス（水平の出っ張り）などに古典主義様式の構成を残すなど、昭和戦前期の逓信省特有の意匠が見られる。4階建ての建物は電話局としての機能から、各階の高さが異なっており、1階と3階は高くそれぞれ営業室、交換室として使われていた。また、2階には局長室、技術館室などの業務スペースが、5階には交換手のための休憩室や食堂、宿直室が設けられていた。
戦後も、横浜市外電話局、NTT横浜情報案内センターとして利用されたが、NTTの移転を機に横浜市の施設として利用されることになり、2000年（平成12年）には、「旧横浜市外電話局」として横浜市認定歴史的建造物に認定された建造物となった。2001年（平成13年）から改修工事が行われ、本町通りと大桟橋通り側に設けられて、タイル張りの外壁を建築当時のまま残して改修された。

## 利用案内
（特記のない限り、横浜ユーラシア文化館利用案内による）
- 開館時間：9:30AM 〜 5:00PM（入館は4:30PMまで）
- 休館日：毎週月曜日・年末年始他
- 入館料：一般（高校生以上）200円、小・中学生100円
- 写真撮影禁止・展示物に直接触れることは不可

## アクセス

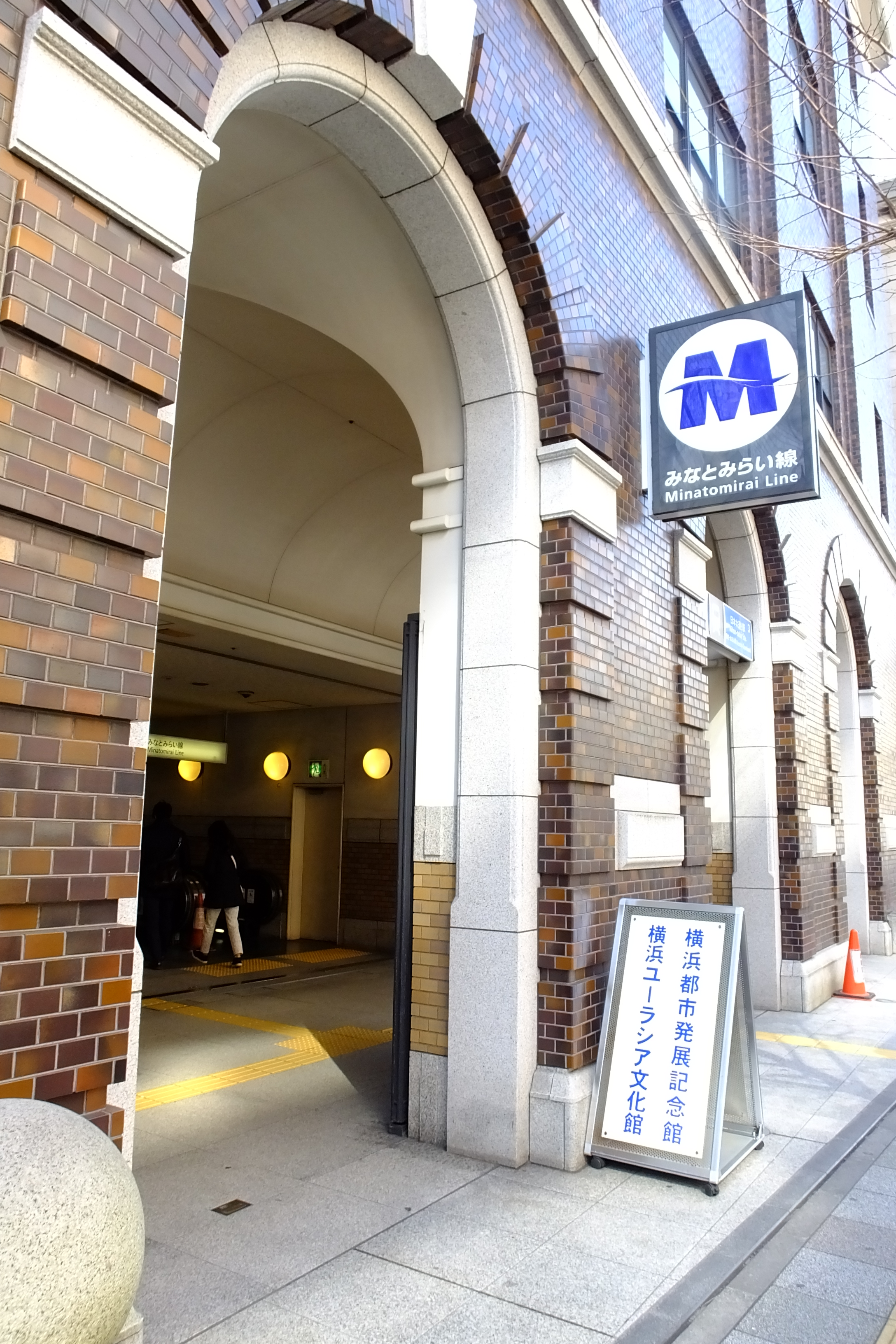
みなとみらい線日本大通り駅に直結

（特記のない限り、横浜ユーラシア文化館アクセスマップによる）
- みなとみらい線日本大通り駅3番出口すぐ
- JR根岸線関内駅南口・横浜市営地下鉄ブルーライン関内駅1番出口から徒歩約10分

## 収蔵品と展示

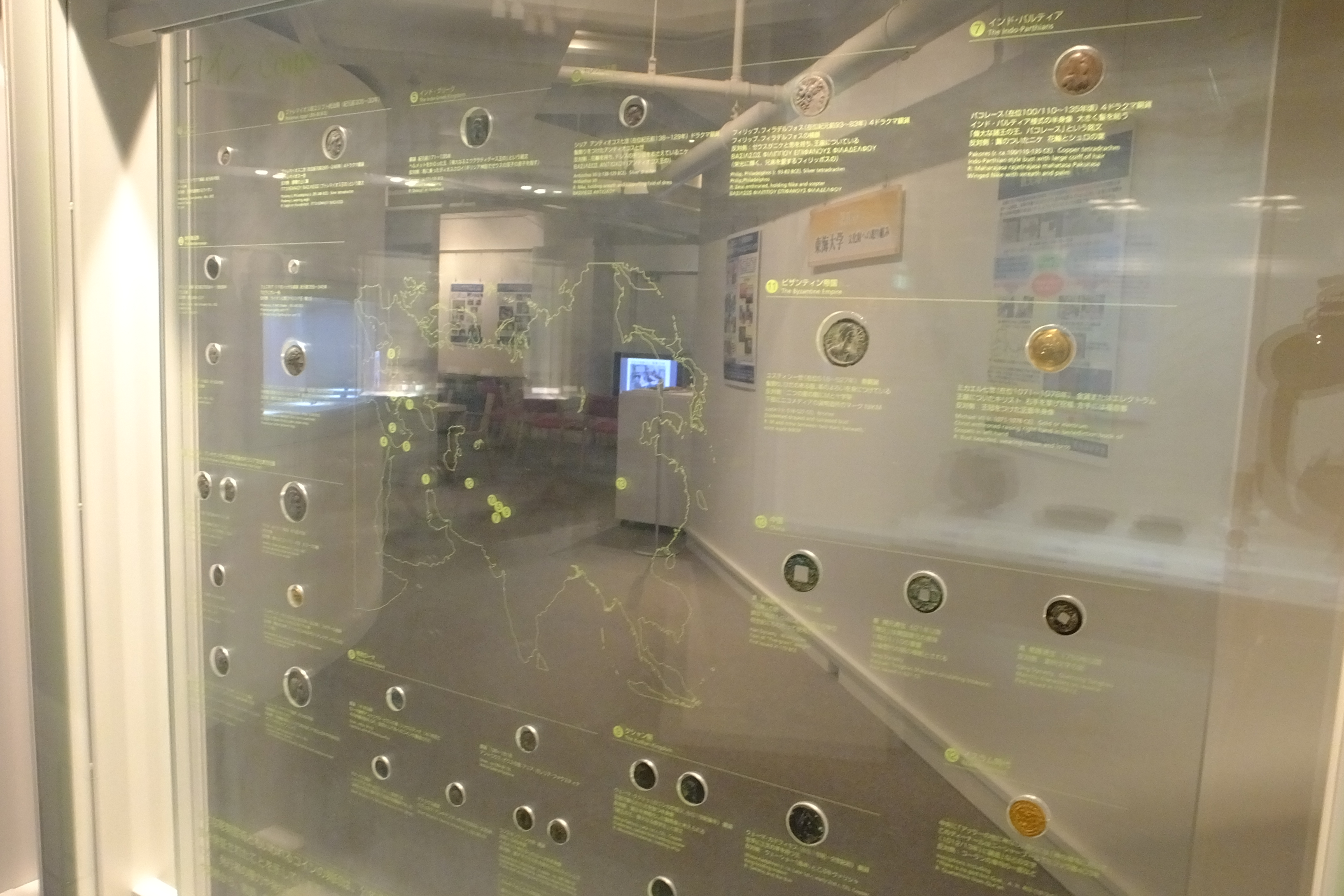
貨幣の展示と館内

展示は常設展と企画展からなり、企画展は同じ建物に同居する横浜都市発展記念館と共有スペースで交互に行っている。横浜ユーラシア文化館の企画展の際には、常設展の中にも企画展の一部を盛り込んだ内容としている。江上波夫が寄贈した2500点余の資料は、旧石器時代から現代までのユーラシア全域にわたっており、学問的・古美術的価値にとらわれない江上の人類の営みに対する広い興味と探究心が窺える。館の常設展では、これらを時代や地域といったカテゴリーで分類するのではなく、「砂漠と草原」「色と形」「技」「装う」「伝える」といった5つのキーワードに応じた展示スペースが設けられている。なお、すべての展示物には、日本語と英語のキャプションが付けられている。ここでは、各スペースの展示物を示す。

### 砂漠と草原
（特記のない限り、横浜ユーラシア文化館砂漠と草原による）
- 狩猟図
- 土製羊
- 移動式羊頭付竈
- 青銅製銜（ハミ）
- 青銅製鹿形飾板
- 馬俑頭部
- 華夷図

### 色と形

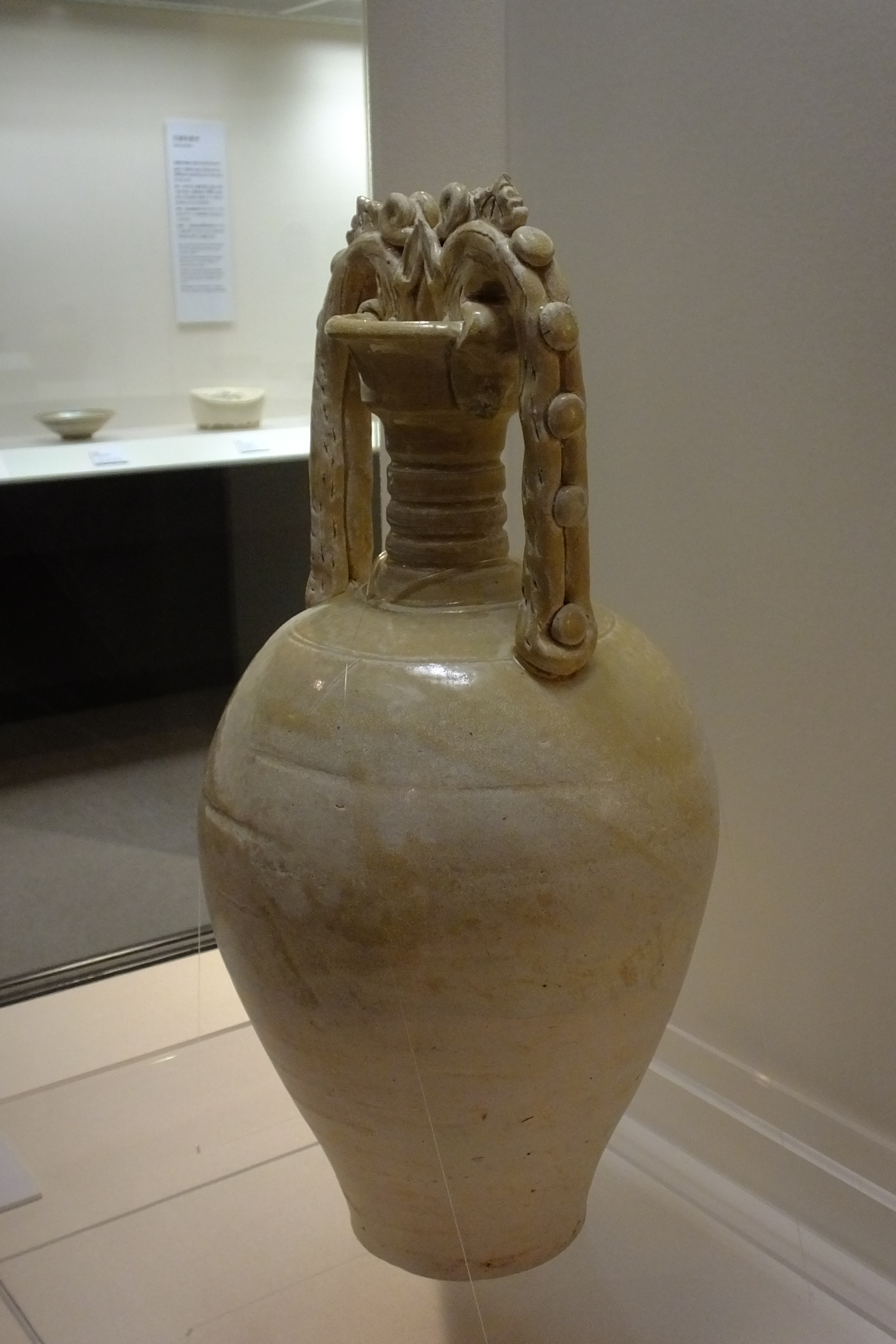
龍耳瓶（リュウジヘイ）

（特記のない限り、横浜ユーラシア文化館色と形による）
- ラスター彩人物像
- 陶枕（トウチン）
- 移動式羊頭付竈
- 鳥文双注口付壺形土器
- 緑釉獣脚付方盤
- 龍耳瓶（リュウジヘイ）
- 女性祈念者像
- 彩陶鉢
- 男性祈念者像
- 羊形リュトン
- 青緑釉把手付水瓶

### 技

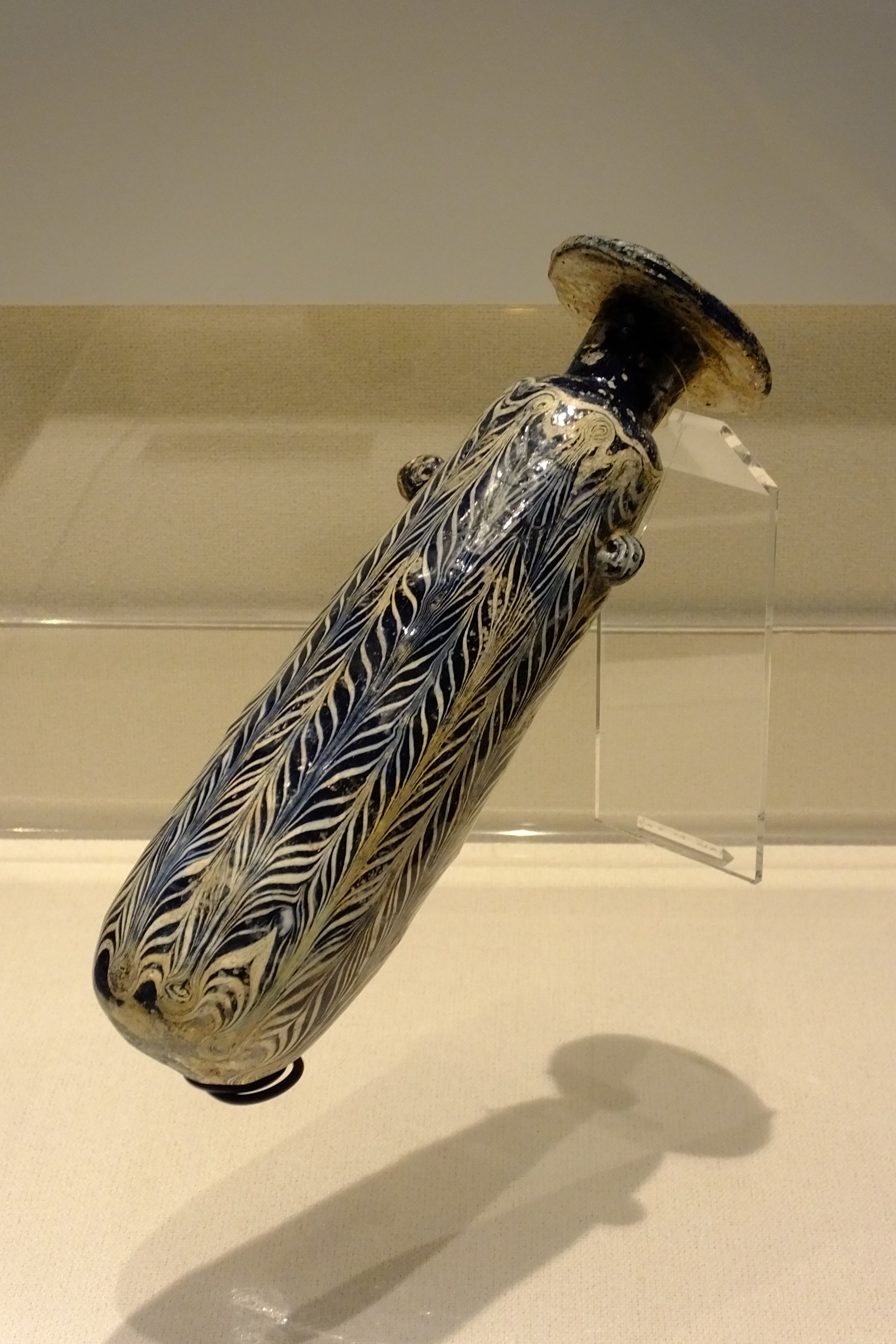
ガラス製香油瓶

（特記のない限り、横浜ユーラシア文化館技による）
- コンスタンティンI世（コンスタンティヌス大帝）銅貨
- ガラス製香油瓶
- カットガラス碗
- 鳳凰文（モン）皿
- 鍑（フク）
- アレクサンダーIII世（アレクサンドロス大王）スタテール金貨
- 剣の鞘断片
- 人物形石製品

### 装う

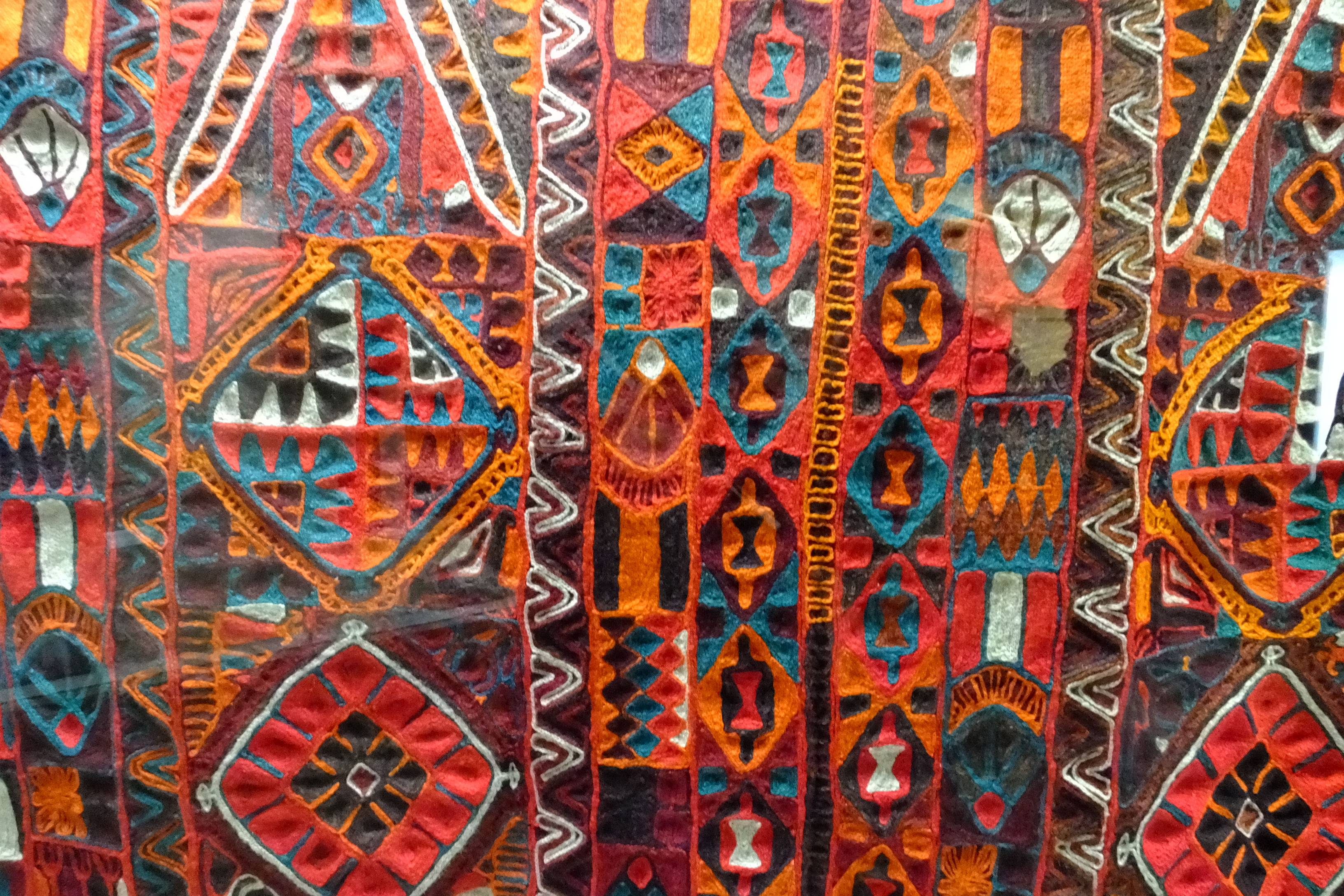
動植物文敷物

（特記のない限り、横浜ユーラシア文化館装うによる）
- 苗族女性用上衣
- 女児用帽子
- 女性用上衣
- 女性用被り物
- 袖無貫頭型上衣
- 動植物文敷物
- 髪飾り

### 伝える
（特記のない限り、横浜ユーラシア文化館伝えるによる）
- 『王書（シャー・ナーメ）』複製版：ハーヴァード大学 1981年出版
- 『九辺図論』
- 『衛蔵図識』上下冊

## 刊行物
図録、研究書、一般書などの書籍のほか、2013年（平成25年）から『横浜ユーラシア文化館紀要』が刊行されている。また、年2回ニュースレター『News from EurAsia』が発行されており、ウェブ上で公開されている。

## ショップ
同じ建物に入っている横浜都市発展記念館と横浜ユーラシア文化館の関連書籍・グッズが、ミュージアムショップで販売されている。